# تعطیلات آخر هفته (ترانه بلک آید پیز)
«تعطیلات آخر هفته» (به انگلیسی: Weekends) تک‌آهنگی از بلک آید پیز، است که در سال ۲۰۰۰ میلادی منتشر شد.